# Viburgo (Rússia)
Viburgo (em russo: Вы́борг; romaniz.: Vyborg; em finlandês:  Viipuri; em sueco:  Viborg; em alemão:  Wiburg) é uma cidade da Rússia situada no Oblast de Leningrado, distante 130 quilômetros ao noroeste de São Petersburgo, 38 km ao sul da beira de Rússia com Finlândia, onde o canal de Saimaa entra no golfo da Finlândia. Segundo dados de 2002 sua população é de 79 224 habitantes.

## História
A área no qual Viburgo está localizada costumou ser utilizada como centro comercial na parte ocidental do rio Vuoksi, que foi drenada. Ela foi habitada pelos carélios.
O primeiro castelo de Viburgo foi fundado durante a chamada Terceira Cruzada Sueca em 1923 pelo marechal Torkel Knutsson. O local foi disputado por décadas entre a Suécia e a República da Novogárdia. No Tratado de Nöteborg de 1323, Viburgo foi finalmente reconhecida como parte da Suécia.
Os privilégios comerciais da cidade foram outorgados pelo rei Érico da Pomerânia em 1403. A cidade permaneceu sob domínio sueco até a captura por Pedro I durante a Grande Guerra do Norte (1710). O Tratado de Nystad (1721), que concluiu a guerra, foi assinado na cidade para a Rússia.
A Batalha da Baía de Viburgo, uma das maiores batalhas navais da história, aconteceu na costa da baía de Viburgo em 4 de julho de 1790,
Depois que o resto da Finlândia foi cedido à Rússia em 1809 com o Tratado de Hamina, Alexandre I incorporou a antiga Finlândia no Grão-Ducado da Finlândia em 1812.
Durante o século XIX a cidade desenvolveu-se como um centro de administração e comércio para a parte oriental da Finlândia. A inauguração do canal Saimaa em 1856 beneficiou a economia local e abriu portas da região para o mar. Viburgo nunca foi um grande centro industrial, mas devido à sua localização serviu como ponto de referência para o transporte de toda a indústria da região.
Após a Revolução Russa de 1917 e a queda do Império Russo, a Finlândia declarou-se independente. Durante a Guerra civil finlandesa a cidade está nas mãos dos revolucionários, até ser capturada pela situação em 29 de abril de 1918.

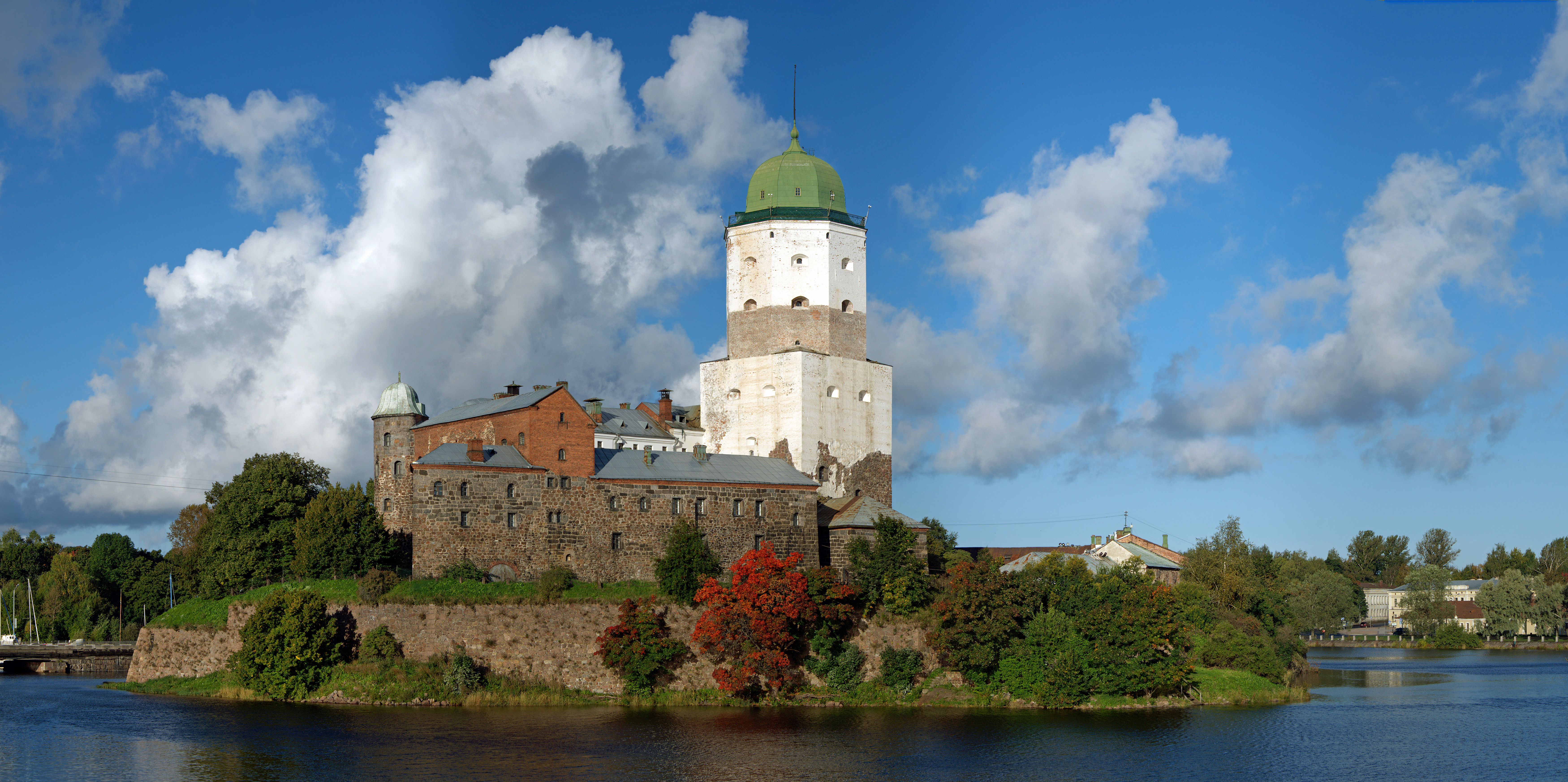
Castelo de Viburgo

Nas décadas entre guerras, a cidade, então conhecida oficialmente como Viipuri, foi a segunda maior cidade da Finlândia. Em 1939, contava com 80.000 habitantes, incluindo minorias de russos, alemães e suecos. Durante essa época, Alvar Aalto construiu a Biblioteca Municipal de Viipuri, uma obra prima da arquitetura moderna.
Durante a Guerra de Inverno, mais de 70.000 pessoas foram evacuadas de Viipuri para o oeste da Finlândia. Ela foi concluída com o Tratado de Paz de Moscou, que estipulou a transferência de Viipuri e todo o Istmo de Carélia para os soviéticos em 31 de março de 1940. Como a cidade ainda estava sob domínio dos finlandeses, a população remanescente daquela etnia com 10.000 pessoas foi evacuada.
A Carélia Finlandesa tornou-se uma força política voraz, e seu desejo de retorno às suas terras foi um importante incentivo quando a Finlândia ofereceu suporte à Alemanha Nazi contra os soviéticos; o que resultou em Finlândia e Alemanha como aliados durante a Segunda Guerra Mundial.

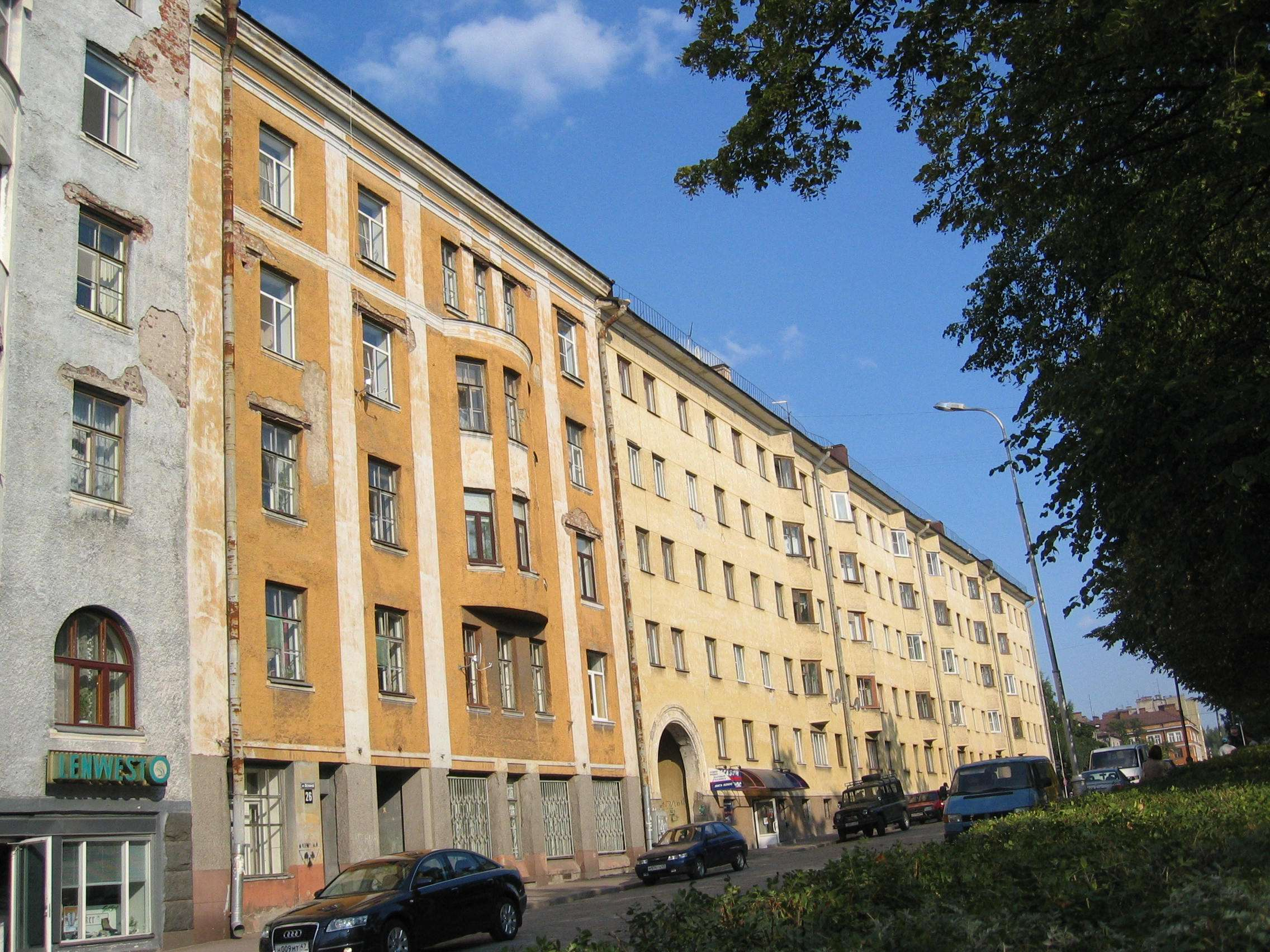

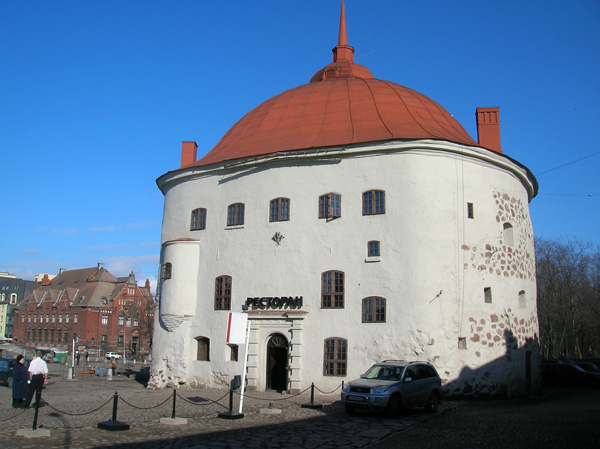
Torre Redonda

Em 29 de agosto de 1941 Viburgo foi recapturada pelas tropas finlandesas e, logo após, o governo da Finlândia anexou formalmente a região com outras áreas do Tratado de Paz de Moscou. No princípio as forças armadas não autorizavam a presença de civis na cidade. Entre 6287 construções, 3807 haviam sido destruídas. Os primeiros civis começaram a chegam no final de setembro, e pelo final do ano a cidade contava com 9700 habitantes. Em 1942 este número já havia subido para 16000. Cerca de 70% dos evacuados retornaram após a reconquista para reconstruir seus lares, mas foram evacuados novamente após nova ofensiva do Exército Vermelho, na mesma época da Batalha da Normandia.

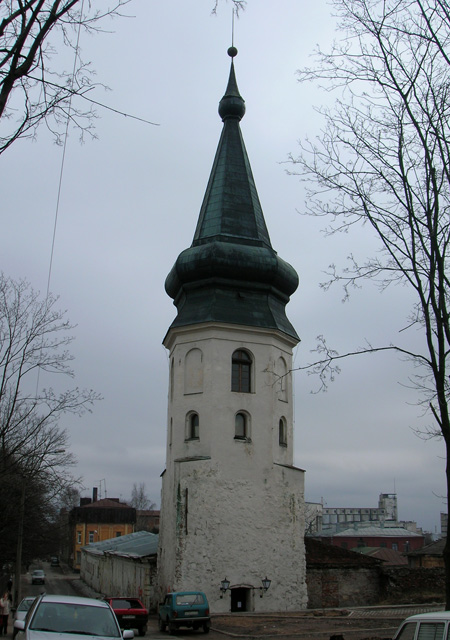
Torre Rathaus

Na mesma época a população era de aproximadamente 28 000 pessoas. A cidade foi vencida pela Exercito Vermelho em 20 de junho de 1944, mas os finlandeses conseguiram parar a ofensiva soviética na Batalha de Tali-Ihantala, a maior batalha travada por qualquer país nórdico, na região rural de Viipuri, que circundava a cidade.
Em 19 de setembro de 1944 os finlandeses retornaram às divisas estipuladas pelo Tratado de Paz de Moscou, e pelo Tratado de Paz de Paris (1947) os finlandeses abandonaram todas as reivindicações à cidade.
Após a Guerra de Inverno, Leninegrado quis incorporar a área de Viipuri, mas levou até setembro de 1944 para a cidade ser transferida para o Oblast de Leninegrado, tendo seu nome alterado para Viburgo. Durante a era soviética a cidade abrigou pessoas de toda a União Soviética.

## Economia

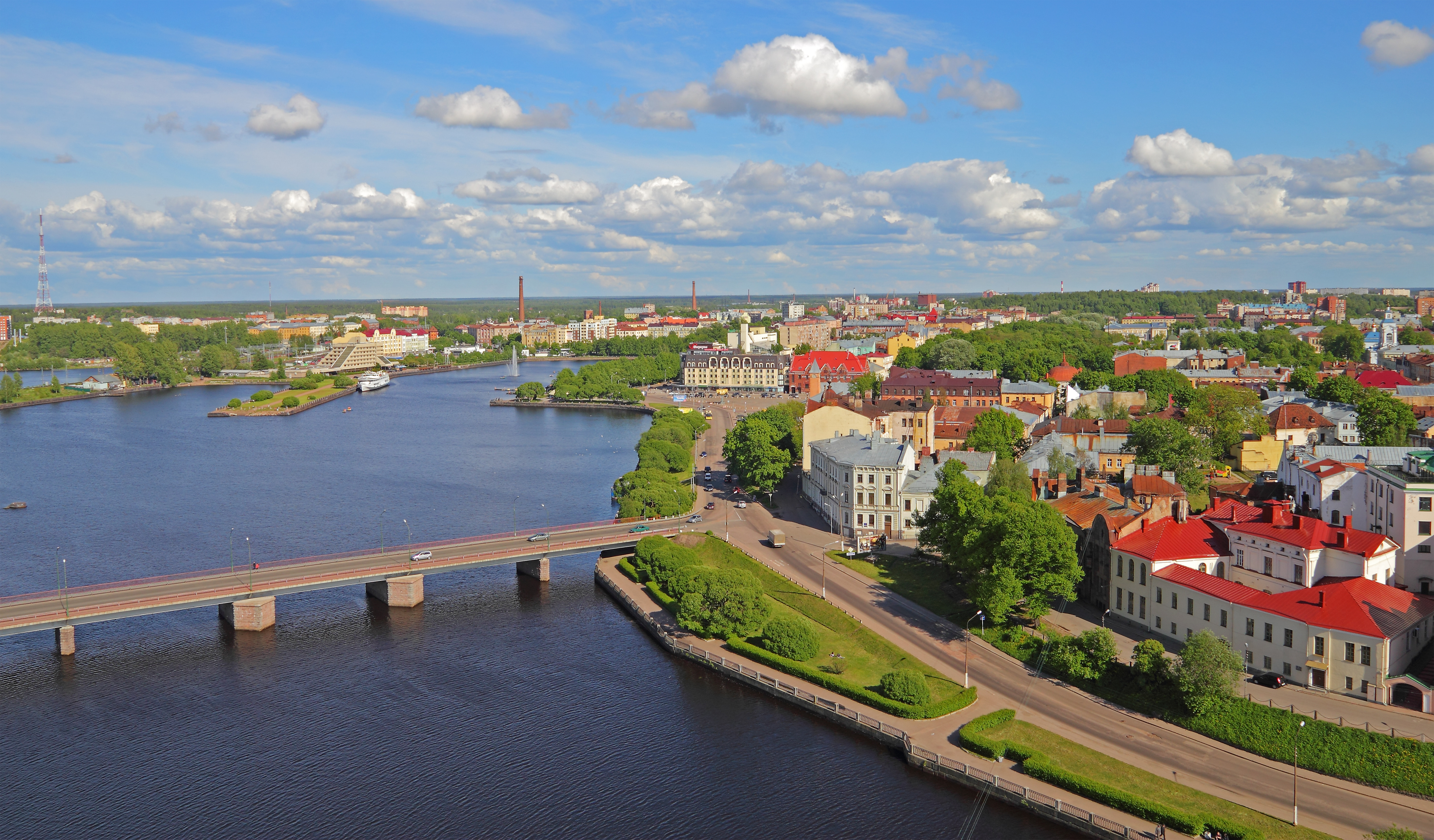
Vista da torre de Olaf

Viburgo continua sendo uma importante produtora industrial de papel. O turismo é cada vez mais importante, e o Festival Russo de Filme que ocorre na cidade anualmente é uma janela para a Europa.
Uma conexão CCAT para a troca de energia elétrica entre a Rússica e a Finlândia foi completada na região em 1982. Ela consiste em três esquemas CAT bipolares com uma diferença de potencial de 85 KV e taxa máxima de transmissão de 355 megawatts.

## Para ver
A maior atração da cidade é o castelo sueco, construído no século XIII e extensivamente reconstruído entre 1981 e 1894. A Torre Redonda e a Torre Rathaus datam de meados do século XVI. A biblioteca de Viburgo, do arquiteto finlandês Alvar Aalto, é um ponto de referência para a história da arquitetura moderna.
Existem também fortificações russas, completadas em 1740, assim como os monumentos para Peter I (1910) e Torkel Knutsson. Turistas têm a oportunidade de ver a casa de Lenin, o qual o revolucionário russo preparou a revolução Bolchevique durante sua estada na cidade entre setembro e outubro de 1917.
Juntamente com golfo da Finlândia está o Mon Repos, um dos mais espaçosos parques na Europa Oriental. O parque teve seu acesso liberado através de seu proprietário, o barão Ludwig Heinrich von Nikolay, na virada do século XVIII para o século seguinte. A maioria das estruturas do jardim foram projetadas pelo arquiteto Giuseppe Antonio Martinelli. Previamente o local pertencia ao futuro rei Frederico I de Württemberg.

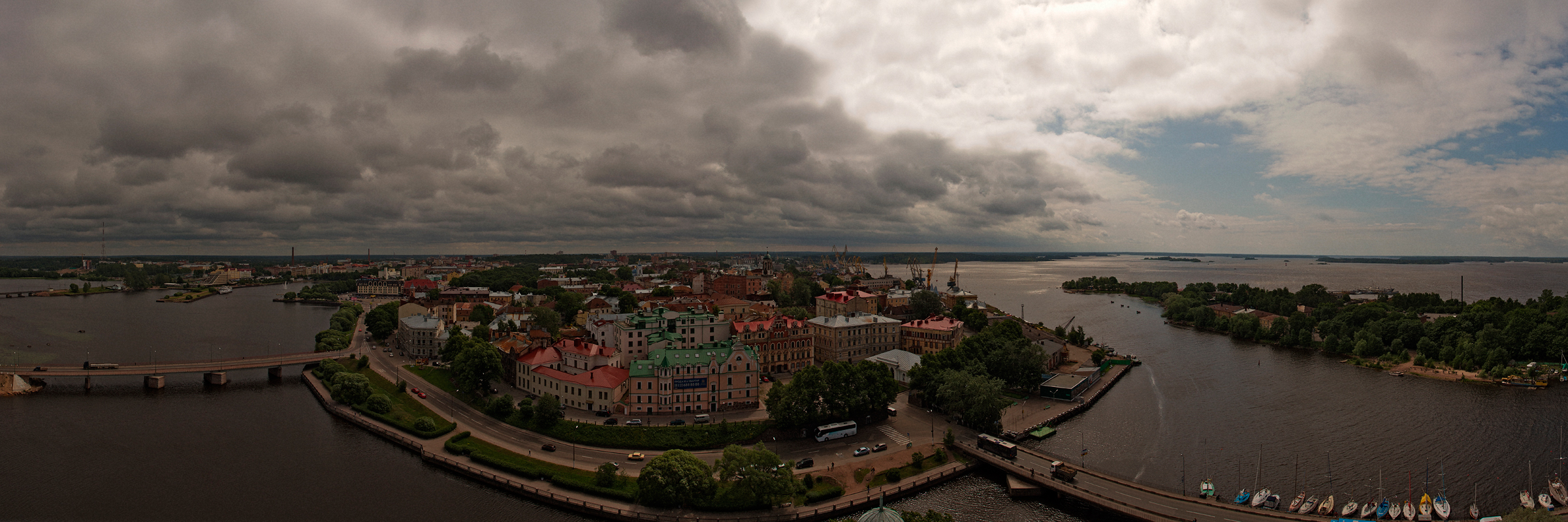
Vista da cidade da torre de Olaf

## Ligações externas

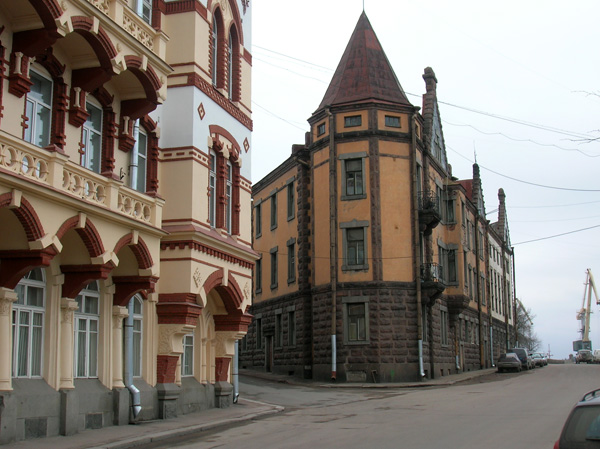
Uma rua no centro de Viburgo

### Fotografias
- Modelo de Viburgo em 1939
- Modelo de Viburgo
- O inverno de Viburgo
- Mon Repos Park
- A cidade em fotos antigas e modernas

### Mapas
- Viburgo moderna
- Viburgo em 1939
- Viburgo em 1902
- Viburgo em 1750